# جوناثان هاردن
جوناثان هاردن (بالإنجليزية: Jonathan Harden)‏ هو ممثل بريطاني، ولد في 1979 في بلفاست في المملكة المتحدة.

## وصلات خارجية
- جوناثان هاردن على موقع IMDb (الإنجليزية)
- جوناثان هاردن على موقع قاعدة بيانات الفيلم (الإنجليزية)